# Parti libéral-socialiste
Le Parti libéral-socialiste est un ancien parti politique suisse.

## Histoire
Créé en 1946 à la suite d'une séparation du Freiwirtschaftliche Bewegung (appelé en français Mouvement franchiste) le parti libéral-socialiste regroupe des tenants de l'économie libre, disciples de Silvio Gesell. En plus de quelques députés cantonaux, le parti compte un élu au Conseil des États en la personne d'Hans Bernoulli et deux au Conseil national, le zurichois Werner Schmid de 1947 à 1951 puis de 1962 à 1971 et le bernois Friedrich Salzmann de 1971 à 1978. 
Les théories défendues par le parti connaissent une certaine notoriété à la suite de l'aboutissement et de la votation de l'Initiative populaire « Garantie du pouvoir d'achat et du plein emploi » qui est toutefois rejetée par 87,6 % des votants le 15 avril 1951.
En 1990, le parti disparaît à la suite de sa fusion dans l'INWO-Schweiz.